# روشیانو
روشیانو (به ایتالیایی: Rosciano) یک کومونه در ایتالیا است که در استان پسکارا واقع شده‌است. روشیانو ۲۷ کیلومتر مربع مساحت و ۳٬۲۴۳ نفر جمعیت دارد و ۲۵۳ متر بالاتر از سطح دریا واقع شده‌است.